# Iliamna-tó
Az Iliamna-tó (Lake Iliamna) oligotrofikus tó Alaszkában, 160 km-re Seldovia városától
Ez a legnagyobb alaszkai tó, és a nyolcadik legnagyobb az Amerikai Egyesült Államokban, területe: 2600 km². Legnagyobb mélysége 301 m.
A Newhalen-folyó táplálja, és a kifolyása a Kvichak-folyó, mely a Bristol-öbölbe torkollik. Tengerszint feletti magassága: 14 m.
Williamsport nevű kis településből egy út vezet a tóhoz, melyen csónakok is szállíthatók.
A tó partján  a következő kis települések találhatók: Iliamna, Newhalen, Kokhanok, Pedro Bay, Pope-Vannoy Landing és Igiugig.

## Történet
Az Oroszországi Vízrajzi Szolgálat 1852-ben megjelent, 1455-ös számú térképe szerint a tó eredeti neve Nagy Iljamna-tó volt oroszul. Egy 1802-es orosz térképen Selehovo-tóként szerepel. Az ’Ilyamna’ egy nagy misztikus hal neve az őslakosok hitvilágában. Egy másik eredettörténet szerint a név "Nila Vena"-ból származik, mely szigetekkel teli tavat jelent.

## Állatvilág
A tó a sporthorgászok kedvelt horgászhelye. A tóban a lazac, pisztráng és a Thymallus nemzetséghez tartozó halfajok jelentik a fő horgászzsákmányt. Augusztustól szeptemberig a szivárványos pisztráng a kedvelt horgászzsákmány, mely 50 cm hosszra is megnőhet. A horgászat engedélyhez kötött tevékenység, melyet az Alaszkai Hal- és Vadgazdálkodási Hatóság felügyeli.
Az Iliamna-tóban él a Föld kevés számú édesvízi fóka kolóniájának egyike. A helyi lakosok kedvelt történetei a Loch Ness-i szörnyhöz hasonló helyi vízi szörnyről szólnak. A mítoszok alapjául minden bizonnyal a fehér tok szolgál, ez a valóban nagy testű halfaj bizonyítottan előfordul a tóban.

## Fordítás
Ez a szócikk részben vagy egészben  az   Iliamna Lake című angol Wikipédia-szócikk ezen változatának fordításán alapul.  Az eredeti cikk szerkesztőit annak laptörténete sorolja fel. Ez a jelzés csupán a megfogalmazás eredetét és a szerzői jogokat jelzi, nem szolgál a cikkben szereplő információk forrásmegjelöléseként.